# Ikeq
Ikeq – niezamieszkana wyspa u południowych wybrzeży Grenlandii. Powierzchnia wyspy wynosi 198,9 km², a długość jej linii brzegowej to 89,4 km.